# Melting pot

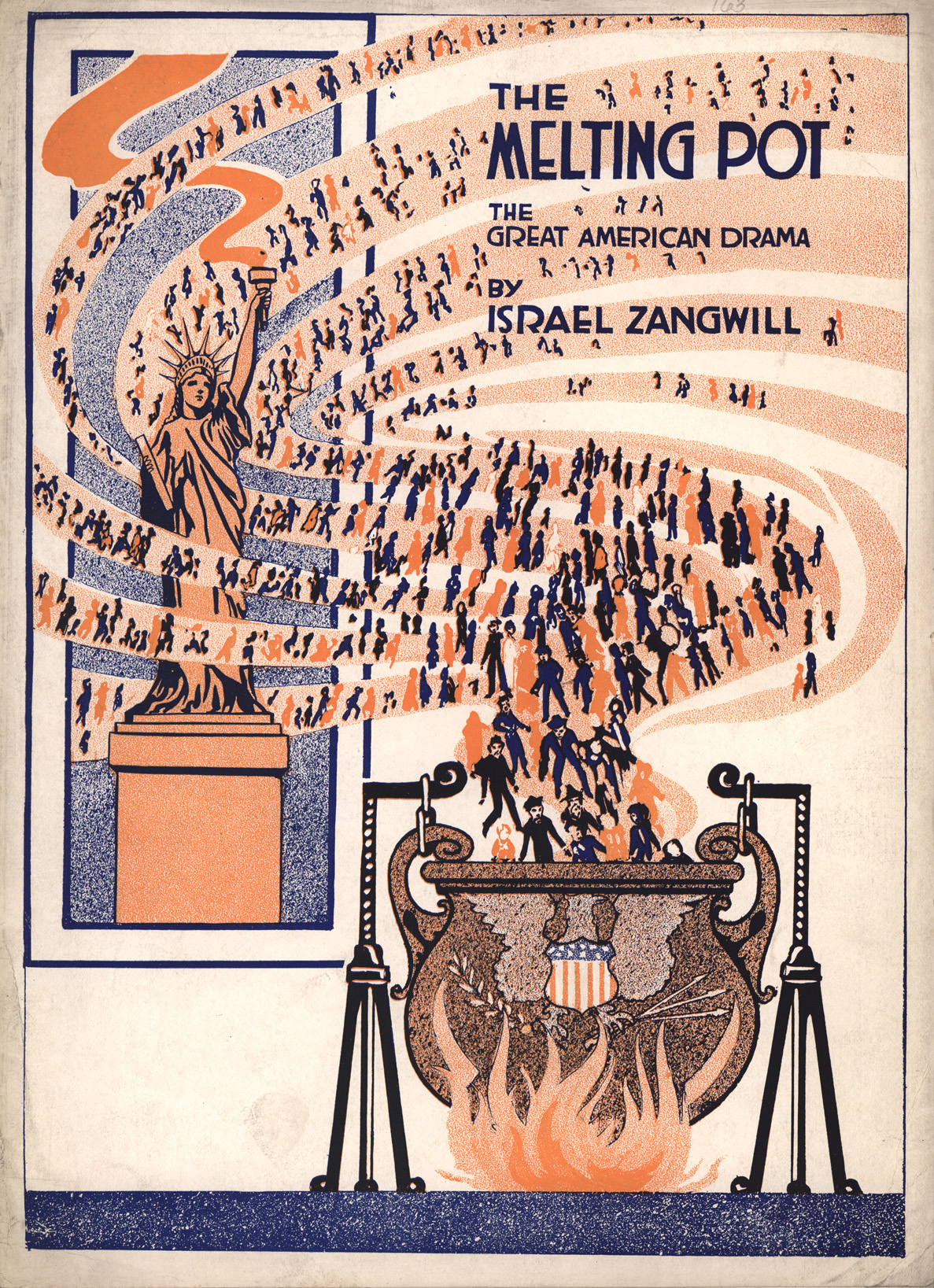
L'image des États-Unis comme melting pot a été popularisée par la pièce de théâtre de 1908 du même nom.

Un melting pot, en français creuset, est une société devenant homogène et universelle, ses différents éléments fusionnant pour ne former qu'un seul et même ensemble harmonieux avec une culture commune. Le terme est employé métaphoriquement pour décrire en particulier la politique d'intégration et d'assimilation de millions d'immigrés d'origines diverses aux États-Unis. Bien que la notion du melting together ait déjà eu cours au XVIIIe siècle,, l'expression « creuset culturel » s'est imposée au début du XXe siècle comme métaphore décrivant la fusion de nationalités, de cultures et d'ethnicités. Le concept du melting pot peut-être considéré comme la résultante du républicanisme et de l'universalisme républicain.

## Origine
À l'origine, cette expression anglo-américaine désigne un creuset (utilisé pour fondre du métal par exemple). L'utilisation actuelle du terme provient de la pièce de théâtre d'Israel Zangwill (1864-1926) The Melting Pot, dont le message était que tous les immigrants arrivés aux États-Unis pouvaient devenir américains, un peuple formé dans un creuset de démocratie, de liberté et de responsabilité civique.

## Définition
Ce creuset démographique est mené sur les vastes étendues du territoire nord-américain lors du peuplement du pays.
Il s'agit d'une métaphore décrivant la manière selon laquelle des sociétés, à la base hétérogènes, se développèrent et apprirent à vivre ensemble en dépit de leurs différences culturelles et religieuses. Se combinant, elles sont censées abandonner graduellement leurs caractéristiques propres pour adopter une forme finale uniforme hybride, distincte de chacune des racines d'origine. 
Ce processus est aussi nommé assimilation, à ceci près que son emploi est malaisé pour le cas de la formation du territoire américain, qui a procédé à un refus systématique de l'intégration des peuplades natives qu'il a rencontrées jusqu'à la côte pacifique.
L'assimilation à proprement parler pour le Nouveau Monde fut réalisée à partir des populations de l'Amérique du Sud qui fusionnèrent avec la société coloniale héritée des Conquistadores originaires de péninsule Ibérique une fois la Conquista achevée. Ceci donne un espace hispanophone et lusophone qui a propulsé l'aura de ces langues sur le plan mondial.

## Postérité
L'universalisme républicain et la société de consommation de masse ont standardisé les usages du mode de vie américain, ce qui a facilité la formation d'un véritable creuset culturel. Le concept du melting pot et ses principes universels ont laissé des traces indélébiles dans l'inconscient collectif des citoyens américains. Cependant, certaines personnes au XXIe siècle préfèrent recourir à l'expression salad bowl (« saladier »), pour insister sur le caractère mutuellement complémentaire des différents groupes ethniques constituant le peuple américain.

## Traduction
L'idée de mixité sociale rejoint en partie la notion de melting pot, bien que moins englobante et historicisante. Dans un travail classique sur l'histoire de l'immigration en France, Gérard Noiriel traduit la notion de melting pot par creuset.